# 少卫增一
HD 27022，又名BD+64 433，SAO 13098、HR 1327，是一颗鹿豹座的恒星，视星等为5.27，位于銀經142.72，銀緯10.66，其B1900.0坐标为赤經4h 11m 15.6s，赤緯+64° 10.66′ 47″。